# Widescreen (Zeitschrift)
Die Filmzeitschrift Widescreen (Eigenschreibweise WIDESCREEN, ehemals WIDESCREEN VISION) war ein Printmagazin rund um die Themen Blu-ray, DVD, Kino und Heimkinotechnik. Herausgeber der Zeitschrift war Computec Media mit Sitz in Fürth.

## Geschichte
Die erste Widescreen-Ausgabe erschien am 11. Dezember 2002. Als erster deutscher Filmzeitschrift lag der Widescreen dabei eine DVD mit redaktionellen Inhalten und Trailern bei. Mit der Ausgabe 04/04 wurden diese erstmals durch einen kompletten Spielfilm auf der DVD ergänzt.
Im November 2007 erschien die Zeitschrift zum ersten Mal unter dem Titel Widescreen Vision, nachdem Computec Media die Markenrechte und Abonnenten der eingestellten Zeitschrift DVD-Vision übernommen hatte. Im gleichen Zug wurden diverse Änderungen an der Heftstruktur und dem Wertungssystem durchgeführt. Nach einer erneuten Umgestaltung der Zeitschrift erschien diese seit Ausgabe 04/10 wieder unter dem Titel Widescreen monatlich jeweils am ersten Mittwoch zum Preis von € 6,90.
Mit der Ausgabe 07/20 wurde die Zeitschrift vom Verlag ohne Angaben von Gründen zeitgleich mit der SFT eingestellt.

## Inhalt
Jede Ausgabe unterteilte sich in folgende Rubriken:
- Kino (Nachrichten, Film-Vorschauen, Besprechungen aller Kinofilme des Monats, Specials, Interviews)
- Blu-ray & DVD (Nachrichten, großes Heimkino-Special, DVD-Tests verschiedenem Umfangs, verteilt auf die Segmente "Neue Filme", "Archiv-Produktionen", "Oldies & Klassiker", "Serien", "Kinder/Familie" und Special Interest, dazu vereinzelt Interviews)
- Technik (Nachrichten, Hardware-Tests und -Wissensartikel)
- Forum (div. Redaktions-Rubriken, Leserbriefe, Filmgeschichte, Schaufenster mit Soundtracks, Büchern und Spielen zum Film, Rückblick, Ausblick)

Der Kinoteil umfasste je nach Monat zwischen 10 und 15 Filmkritiken sowie weiteren Kurzbesprechungen nach Anzahl der im betreffenden Monat erscheinenden Filme. Die von doppelseitig bis 1/8-seitig gehenden Filmberichte wurden teilweise ergänzt durch Interviews mit Darstellern, Regisseuren, Produzenten oder Drehbuchautoren. Die Wertung erfolgte jeweils von 1 bis 5 Sternen.
Der Blu-ray & DVD-Teil umfasste pro Monat über 100 Neuerscheinungen, die überwiegend auf Inhalt, Technik sowie Bonusmaterial getestet wurden. Hier erfolgte eine Wertung des Films selbst, der Bildqualität, der Tonqualität und der Ausstattung jeweils separat in Schritten von 1 bis 5 Sternen.
Die beiliegende Heft-DVD enthielt neben einem oder zwei Spielfilm(en) auch ein redaktionelles Videoquiz sowie TV-Serien-Piloten sowie aktuelle Kinotrailer.

## Sonderhefte
Widescreen veröffentlichte in unregelmäßigen Abständen Sonderhefte zu speziellen Themen.
- 2007
  - TV-Serien auf DVD (01/07)
  - Horror-Filme (02/07)
  - Science-Fiction (03/07)
- 2008
  - Horror, Crime & Fantasy (01/08)
  - Superhelden (03/08)
  - Geheimagenten (04/08)
- 2009
  - Horror (01/09)
  - 100 DVD-Geheimtipps (02/09)
  - 150 Filme auf Blu-Ray-Disc (03/09)
- 2013
  - Niki Lauda/James Hunt – Die wahre Geschichte des Formel-1-Kinofilms Rush (01/13)
- 2014
  - Die 50 größten Sci-Fi-Ikonen (01/14)
  - Superhelden Movie Collection (02/14)

## Auflagenstatistik
Die Anzahl der verkauften Exemplare lag nach Informationen der IVW bei 16.315 (Stand 4. Quartal/2008). Seit dem 1. Quartal 2009 wurden die Verkaufszahlen nicht mehr an IVW gemeldet. Im Jahr 2017 gab der Verlag eine Auflage von 19.500 in den Mediadaten an, welche für das letzte Jahr 2020 auf 11.500 Exemplare heruntergesetzt wurde.
| Anzahl der monatlich verkauften Ausgaben | Anzahl der monatlich verkauften Ausgaben | Anzahl der monatlich verkauften Ausgaben | Anzahl der monatlich verkauften Ausgaben | Anzahl der monatlich verkauften Ausgaben |
| ---------------------------------------- | ---------------------------------------- | ---------------------------------------- | ---------------------------------------- | ---------------------------------------- |
| Quartal                                  |                                          |                                          | Auflage a                                |                                          |
| II/2004                                  | II/2004                                  |                                          | 34.932                                   | 34.932                                   |
| III/2004                                 | III/2004                                 |                                          | 33.278                                   | 33.278                                   |
| IV/2004                                  | IV/2004                                  |                                          | 30.075                                   | 30.075                                   |
| I/2005                                   | I/2005                                   |                                          | 29.001                                   | 29.001                                   |
| II/2005                                  | II/2005                                  |                                          | 31.016                                   | 31.016                                   |
| III/2005                                 | III/2005                                 |                                          | 31.426                                   | 31.426                                   |
| IV/2005                                  | IV/2005                                  |                                          | 29.716                                   | 29.716                                   |
| I/2006                                   | I/2006                                   |                                          | 26.328                                   | 26.328                                   |
| II/2006                                  | II/2006                                  |                                          | 27.688                                   | 27.688                                   |
| III/2006                                 | III/2006                                 |                                          | 23.574                                   | 23.574                                   |
| IV/2006                                  | IV/2006                                  |                                          | 30.601                                   | 30.601                                   |
| I/2007                                   | I/2007                                   |                                          | 24.507                                   | 24.507                                   |
| II/2007                                  | II/2007                                  |                                          | 22.144                                   | 22.144                                   |
| III/2007                                 | III/2007                                 |                                          | 30.432                                   | 30.432                                   |
| IV/2007                                  | IV/2007                                  |                                          | 22.293                                   | 22.293                                   |
| I/2008                                   | I/2008                                   |                                          | k. A.                                    | k. A.                                    |
| II/2008                                  | II/2008                                  |                                          | 18.429                                   | 18.429                                   |
| III/2008                                 | III/2008                                 |                                          | 16.306                                   | 16.306                                   |
| IV/2008                                  | IV/2008                                  |                                          | 16.315                                   | 16.315                                   |
| Quelle: IVW                              |                                          |                                          |                                          |                                          |

| Anzahl der monatlich verkauften Abonnements | Anzahl der monatlich verkauften Abonnements | Anzahl der monatlich verkauften Abonnements | Anzahl der monatlich verkauften Abonnements | Anzahl der monatlich verkauften Abonnements |
| ------------------------------------------- | ------------------------------------------- | ------------------------------------------- | ------------------------------------------- | ------------------------------------------- |
| Quartal                                     |                                             |                                             | Abos a                                      |                                             |
| II/2004                                     | II/2004                                     |                                             | 2.376                                       | 2.376                                       |
| III/2004                                    | III/2004                                    |                                             | 2.674                                       | 2.674                                       |
| IV/2004                                     | IV/2004                                     |                                             | 3.396                                       | 3.396                                       |
| I/2005                                      | I/2005                                      |                                             | 3.677                                       | 3.677                                       |
| II/2005                                     | II/2005                                     |                                             | 3.640                                       | 3.640                                       |
| III/2005                                    | III/2005                                    |                                             | 3.586                                       | 3.586                                       |
| IV/2005                                     | IV/2005                                     |                                             | 3.443                                       | 3.443                                       |
| I/2006                                      | I/2006                                      |                                             | 3.545                                       | 3.545                                       |
| II/2006                                     | II/2006                                     |                                             | 4.131                                       | 4.131                                       |
| III/2006                                    | III/2006                                    |                                             | 4.211                                       | 4.211                                       |
| IV/2006                                     | IV/2006                                     |                                             | 4.504                                       | 4.504                                       |
| I/2007                                      | I/2007                                      |                                             | 4.586                                       | 4.586                                       |
| II/2007                                     | II/2007                                     |                                             | 3.919                                       | 3.919                                       |
| III/2007                                    | III/2007                                    |                                             | 3.895                                       | 3.895                                       |
| IV/2007                                     | IV/2007                                     |                                             | 7.557                                       | 7.557                                       |
| I/2008                                      | I/2008                                      |                                             | k. A.                                       | k. A.                                       |
| II/2008                                     | II/2008                                     |                                             | 7.486                                       | 7.486                                       |
| III/2008                                    | III/2008                                    |                                             | 6.924                                       | 6.924                                       |
| IV/2008                                     | IV/2008                                     |                                             | 6.366                                       | 6.366                                       |
| Quelle: IVW                                 |                                             |                                             |                                             |                                             |

## Internet-Präsenz
Im Internet wurde das Angebot der Zeitschrift auf widescreen-online.de durch ein Forum, Abonnenten-Angebote und einer Inhaltsbeschreibung des aktuellen Hefts erweitert. Ab Frühjahr 2006 wurde der Online-Auftritt um täglich aktuelle Nachrichten und Informationen sowie ein Thema der Woche (z. B. Interviews und Filmset-Besuche) ergänzt.
Ende Dezember 2015 fusionierte die offizielle Website mit der im ebenfalls bei Computec Media erscheinenden Zeitschrift PC Games. Seitdem fanden sich auf pcgames.de/filme aktuelle Kino-, DVD- und Blu-ray-News, Filmkritiken, Trailer und Videos, eigene filmische Beiträge der Redaktion sowie ein wöchentliches Spezial zu ausgewählten Themen.

## Podcast
Von Januar 2008 bis August 2009 erschien wöchentlich ein Podcast mit einer Laufzeit von ca. 60 Minuten. Die Redakteure besprachen Nachrichten der Woche zum Thema Film und stellten außerdem aktuelle Kino- und DVD-Starts vor. Weiterhin gab es auch Gäste und Spezialthemen. Die 79. und letzte Ausgabe erschien im August 2009 unter dem Titel It's the End of the World as we know it.
Ein einziger Videopodcast erschien im Oktober 2008. In der kurzen filmischen Episode wurden das Aus der Produktion und die Kündigung eines Redakteurs auf satirische Weise thematisiert.

## widescreen avant*garde
Vom Jahr 2008 an erschienen acht online abrufbar und als DVD-Edition die widescreen avant*garde. Diese bestanden aus einem Hauptfilm sowie eine Dokumentation über dem Regisseur selber.